# Vjačeslav Aleksejevič Pjecuh
Vjačeslav Aleksejevič Pjecuh (rusko Вячеслав Алексеевич Пьецух), ruski pisatelj, * 18. november 1946, Moskva, Sovjetska zveza (sedaj Rusija), † 29. september 2019.
Njegov oče je bil preskusni pilot.
Študiral je zgodovino na pedagoškem inštitutu V. I. Lenina. Po opravljenem šolanju se je zaposlil kot učitelj in nato 10 let delal v šoli. Prvo delo je objavil leta 1978 v zborniku, 1983 pa je izdal svoje prvo samostojno delo Алфавит.
Njegovo najbolj znano delo je roman Nova moskovska filozofija (Новая московская философия).

## Dela
- Алфавит (1983)
- Веселые времена (1988)
- Новая московская философия (1989)
- Предсказание будущего (1989)
- Центрально-Ермолаевская война (1989)
- Роммат (1990)
- Я и прочее (1990)
- Государственное Дитя (1997)
- Русские анекдоты (2000)
- Заколдованная страна (2001)